# Поджаров Іван Іванович
Іван Іванович Поджаров  (нар. 8 жовтня 1951, село Рибальське, тепер Білгород-Дністровського району Одеської області) — український діяч, колишній голова Кілійської райдержадміністрації Одеської області. Народний депутат України 1-го скликання (у 1990—1992 роках).

## Біографія
Народився у селянській родині. У 1966 році поступив до Ананьївського сільськогосподарського технікуму. 
У 1969 році закінчив Ананьївський сільськогосподарський технікум зі спеціальності «бухгалтерський облік», бухгалтер.
З червня по листопад 1969 року — заступник головного бухгалтера колгоспу «Прогрес» села Рибальського Татарбунарського району Одеської області.
У листопаді 1969 — листопаді 1971 року — служба в Радянській армії, військова частина 03139.
У листопаді 1971 — травні 1972 року — економіст із нормуванню оплати праці колгоспу «Прогрес» села Рибальського Татарбунарського району Одеської області. У травні 1972 — серпні 1975 року — головний бухгалтер колгоспу імені Шевченка села Нерушай Татарбунарського району Одеської області. У вересні 1975 — березні 1979 року — головний економіст радгоспу «Прикордонник» села Ліски Кілійського району Одеської області.
У 1976 році закінчив Одеський інститут народного господарства за спеціальністю «планування сільського господарства».
Член КПРС з 1977 по 1991 рік.
У квітні 1979 — жовтні 1981 року — голова планової комісії виконавчого комітету Кілійської районної ради народних депутатів Одеської області. У жовтні 1981 — квітні 1992 року — заступник голови виконавчого комітету — голова планової комісії Кілійської районної ради народних депутатів Одеської області, секретар парторганізації апарату Кілійського райвиконкому.
18 березня 1990 року обраний народним депутатом України 1-го скликання, 2-й тур, 56,35 % голосів, 3 претенденти. Член Комісії ВР України з питань діяльності Рад народних депутатів, розвитку місцевого самоврядування. 18 червня 1992 року склав повноваження у зв'язку з призначенням Представником Президента України.
У травні 1992 — серпні 1995 року — представник Президента України в Кілійському районі Одеської області.
У серпні 1995 — квітні 2000 року — завідувач фінансового відділу Кілійської районної державної адміністрації Одеської області.
У квітні 2000 — 7 березня 2005 року — голова Кілійської районної державної адміністрації Одеської області. Депутат Одеської обласної ради (з 2002).
З липня по жовтень 2006 року — начальник відділення Державного казначейства в Кілійському районі Одеської області. У 2006—2008 роках — начальник управління Державного казначейства в Кілійському районі ГУДКУ в Одеській області.
7 березня 2008 — 16 січня 2013 року — голова Кілійської районної державної адміністрації Одеської області.
Член Партії регіонів.
У 2010—2015 роках — депутат Одеської обласної ради шостого скликання. Член фракції Партії регіонів.
Потім — на пенсії.
Одружений, має трьох дітей.

## Нагороди
- грамота Президента України (2001)
- орден Святого князя Володимира ІІІ ст. (2002, УПЦ МП)